# استالرژنس گریر
استالرژنس گریر (انگلیسی: Stallergenes Greer) شرکت داروسازی بریتانیایی است، که در سال ۲۰۱۵ تأسیس شد.